# Васко Громков
Васко Громков е български журналист, актьор, диджей, сценарист, писател, поет, продуцент, радио и тв-водещ от град Кула, Северозападна България.
През 1991 г. издава едни от първите рап-песни в България. В началото на 90-те става популярно неговото парче „Песен за казармата“. През последните 13 години е автор, сценарист и водещ на предаването „Ново 10+2“ по БНТ 2.

## Биография
Израства в родния си град Кула. В началото се увлича по рисуване. На 6-годишна възраст е неговата първа самостоятелна изложба. След като се научава да чете и пише, започва да съставя кратки сатирични рими за своите роднини и познати, илюстрирайки ги с карикатури. В самия край на 70-те години, Громков се мести със семейството си в тогавашния окръжен град Видин.
През 80-те години, още като ученик, Громков започва да се изявява като дисководещ; като такъв получава различни регионални награди.
В края на 80-те, като студент в София, Васко Громков започва да пише речитативи и да ги репетира върху готови инструментали на популярни дискотечни хитове. Записва демо албум с такива изпълнения в домашни условия; през 1992 г. албумът със заглавие The Very Best Of Vasko Gromkov е издаден на касета от „Лазаров Рекърдс“.
В периода януари 1994 – юли 1999 г. води предаването „Музикални вести и клюки“ по Телевизия Видин; сценарист и режисьор е на новогодишната програма. Участва в постановки на Държавен куклен театър – Видин и обучава любители DJ. 
Така през 1996 г. излиза вторият му албум, озаглавен Golden Hits Part II, записан в студио „Сити“ и издаден от „Пайнер“.
От 1997 г. започва да води радио предавания за музика в различни регионални радиостанции във Видин (последователно в радио „Бъдин“, видинския клон на радио „Канал Ком“, радио „Ние“, радио „Гама“, радио „Ведерник“).
През 2002 г. Громков става част от сценарния екип на предаването „По-добре късно, отколкото никога“ по Канал 1 на БНТ. Започва отново работа като актьор във видинския куклен театър, а в периода 2004 – 2009 г. прави музиката[ неясно? ] за няколко театрални постановки.
През 2006 г. записва третия си албум със заглавие „2007-а – Голямата Депресия“. В демо-вариант този проект, записан под името VaGro Project, е разпространен безплатно по Интернет.
Публикува авторски материали в различни сайтове – Lifestyle.bg (2008 г.), webcafe и sportcafe (2010 г.). През 2008 г. поставя авторската си детска куклена пиеса „Коледата е за всички“ в ДКТ – Видин, която впоследствие е представена и в други театри (вкл. в Манчестър, Великобритания).
Част е от сценарния екип на комедийното предаване „Царете на комедията“ по Нова Телевизия (2009 г., за първия сезон на шоуто), хумористичното телевизионно толк-шоу „На инат“ по TV7 (2010 г.), детското телевизионно шоу „Бон Бон“ по телевизия „Супер 7“ (2011 г.), „Рок с Милена“ по БНТ 2 и БНТ Свят (2012 г.). Води авторско детско образователно шоу на екологична тематика „Господари на боклука“. Пише сценариите за три документални филма по проект към здравното министерство. 
През октомври 2012 г. Громков стартира, като автор и водещ, класацията „НОВО 10 + 2“ по БНТ 2 и БНТ Свят. Става сценарист и репортер и на предаванията „Часът на българската музика (портрет)“ и „Часът на българската музика (концерт). През 2013 година става член на Съюза на българските журналисти. 11 промо-епизода на негово музикално предаване са излъчени за територията на цяла Америка и Канада по Bulgarian International Television и стартира седмична рубрика „Срамен спорт“ в новия спортен сайт sportinglife.bg.
Част е от журито в най-дълго просъществувалия рок-фестивал в света – „Гитариадата“ в град Зайчар, Сърбия (без прекъсване от 1966 година до днес) през 2014 г. 
През 2017 – 2018 г. издава полубиографичната книга „Аз бях DJ“, която разказва за развитието на DJ-културата в България и на Балканите.

## Сценарист (телевизионни предавания)
- 2002 – „По-добре късно, отколкото никога“ – БНТ (6 епизода)
- 2005 – „Господари на Ефира“ – Нова Телевизия (подготвителни епизоди)
- 2009 – „Царете на комедията“ – Нова Телевизия (два сезона)
- 2010 – „На Инат“ – ТВ7, Нова Телевизия
- 2011 – „Шоуто на Бон Бон“ – Телевизия Super7 (34 епизода)
- 2011 – „Star Machine“ – ТВ7 (4 епизода)
- 2012 – „Рок с Милена“ – БНТ 2 (два сезона)
- 2012 – „Часът на българската музика“ – БНТ 2 (21 епизода)
- 2012 – „НОВО 10+2“ – БНТ 2 (207 епизода до момента)
- 2013 – „BG Top 10“ – BiT (11 епизода)
- 2014 – „Милион и две усмивки“ – БНТ (8 епизода)
- 2019 – „БНТ на 60“ – БНТ (166 епизода)
- 2021 – „Музика безкрай“ – БНТ (14 епизода)

## Сценарист (документални филми)
- 2011 – „Кога ще се върнеш от работа?“
- 2011 – „Пази се!“
- 2011 – „Сложи си каската“
- 2013 – „Млада кръв 2“

## Албуми
- „The Very Best Of Vasko Gromkov“ (1992)
- „Златни хитове – част втора“ (1996)
- „2007-а… Голямата Депресия“ (2006) (издаден под името VaGro Project)
- EP „Back To The 80s“ (2013)
- „Хитове от три декади“ (2019) (сборен – 1984 – 2014)

## Сингли
- „Античалга – част втора“ (1999)
- „В София гурбет“ с участието на Adi (2007)
- „Селянка си скъпа 2008“ (2008)
- „Back To The 80's“ (2009)
- „Тон за песен“ (2012)
- „Welcome To Old School“ с участието на Jims (2012)
- „Д-р Енчев“ (2014)

## Книги
- „Аз бях DJ (книга първа: през 80-те)“ (2017)
- „Аз бях DJ (книга първа: през 90-те)“ (2018)
- „Аз бях DJ (книга трета: 20 години след ХХ век)“ (2020)

## Филми
- „Дъвка за балончета“ (2017) – диджей